# Dumlong
Der Dumlong ist ein Berg in Bangladesch an der Grenze zu Indien.

## Lage
Der Gipfel des Bergs liegt im Südosten Bangladeschs in der Upazila Belaichori im Süden des zu den Chittagong Hill Tracts der Division Chittagong gehörenden Distrikts Rangamati in den Mizo Hills, einer Hügelkette, die einen südlichen Ausläufer des Himalaya bildet, knapp einen Kilometer westlich der Grenze zu Indien. Die Flanken des Berges erstrecken sich bis in den Distrikt Lawngtlai im indischen Bundesstaat Mizoram hinein.

## Höhe
Auf einer Exkursion des Nature Adventure Club von Bangladesch ermittelten vier Jugendliche 2011 mittels GPS die Höhe des Dumlong zu 3314 Feet (1010 Meter). Sie meinten, damit den nach dem Mowdok Mual zweithöchsten Berg Bangladeschs aufgefunden zu haben. Bei einer weiteren Expedition mehrere Monate später wurde die Höhe zu 3312 Feet gemessen, was gerundet ebenfalls 1010 Meter ergibt. ACME Mapper gibt die Höhe des Berges mit 997 Meter an.
Erst 2014 stellte sich heraus, dass der Zow Tlang doch noch geringfügig höher ist als der Dumlong. Damit ist der Dumlong nach derzeitigem Kenntnisstand (2019) die höchste Erhebung des Distrikts Rangamati und nach dem etwa 28 Kilometer südlich gelegenen Mowdok Mual (1045 Meter) und dem etwa 41 Kilometer südlich gelegenen Zow Tlang (999 Meter) die dritthöchste Erhebung von Bangladesch, noch vor dem etwa 13 Kilometer südwestlich gelegenen Keokradong (980 Meter), der früher als höchster Berg Bangladeschs galt.
Etwa drei Kilometer südlich des Dumlong liegt der Maithai Jama Haphong (966 m) und etwa sieben Kilometer südlich der Mukhra Thuthai Haphong (954 m), die beide auch zu den zehn höchsten Erhebungen Bangladeschs zählen.